# Человек с другой стороны
«Человек с другой стороны» (швед. Mannen från andra sidan) — фильм 1970 года совместного производства СССР-Швеция режиссёра Юрия Егорова.

## Сюжет
1920-е годы. Молодое Советское государство в экономической блокаде капиталистов. По поручению партии инженер Виктор Крымов едет в Швецию с важным заданием: заказать паровозы у местных промышленников. Белогвардейцы планируют сорвать контракт, и Крымову, помимо сложности переговоров со шведскими промышленниками, грозит смертельная опасность. Неожиданно на помощь Крымову приходит шведка Бритт Стагнелиус…

В основу сценария легли события, имевшие место в 1919—1920 годах. В. И. Ленин, считая восстановление транспорта одной из первоочередных задач, направил в Европу советскую торговую делегацию во главе с Леонидом Красиным для размещения большого заказа на паровозы.— Искусство кино, 1970

## В ролях
В главных ролях:
- Биби Андерсон — Бритт Стагнелиус
- Вячеслав Тихонов — Виктор Крымов (предполагаемый прототип — Юрий Ломоносов)

В других ролях:
- Патрик Уаймарк — Кристиан Хольм
- Гуннель Брострём — Ингрид Хольм
- Валентин Гафт — Андрей Извольский
- Игорь Ясулович — Михаил Заботин
- Хольгер Лёвенадлер — Аксберг
- Пер-Аксель Аросениус — доктор Гуннар Хемлин
- Кент-Арни Дальгрен — Эйе
- Евгений Фридман — Евгений
- Ирина Гошева — мать Виктора
- Софья Павлова — женщина с Поволжья
- Торд Петерсон — Тутарнс
- Вилли Петерс — член правления
- Юрий Киреев — чекист
- Артур Нищёнкин — чекист
- Николай Волков — представитель Совнаркома
- Вадим Захарченко — соратник Извольского
- Зинаида Сорочинская — секретарша
- Григорий Лямпе — аптекарь
- Михаил Глузский — Григорий, белоэмигрант
- Николай Бармин — эпизод
- Алексей Бахарь — эпизод
- Лилия Захарова — эпизод
- Дорис Сведлунд — эпизод

## Съёмки
Съёмки велись в Швеции, а также в Москве, Таллине, Ростове.
Бюджет фильма составил 11 миллионов долларов, что сделало фильм самым дорогим на тот момент фильмом Швеции.